# Christophe Kerbrat
Pour les articles homonymes, voir Kerbrat.
Christophe Kerbrat est un ancien footballeur français né le 2 août 1986 à Brest.

## Biographie
Après avoir longtemps pratiqué le football et le tennis (il fut même classé 2/6 et fut vice-champion de Bretagne chez les 15 ans), il décide de se consacrer pleinement au football à l'âge de 17 ans dans le club de son cœur, le Stade plabennécois. Il refuse alors les approches du Stade brestois et de l'En avant Guingamp, préférant jouer en CFA2, et participe activement aux montées en CFA en 2006 puis en National en 2009. Il se révèle aux yeux du monde professionnel lors de l'épopée du club finistérien pendant la Coupe de France 2009-2010. Ils éliminent à cette occasion Nice (L1) en 32e de finale, puis Nancy (L1) en 16e de finale, avant de s'incliner en 8e de finale sur le terrain de l'AJ Auxerre (L1). Il était considéré à l'époque comme l'âme de ce club.
À la suite de la relégation en CFA, et la promotion de l'En avant Guingamp en L2, il franchit le pas et signe, à 25 ans, un premier contrat professionnel de deux ans avec le club costarmoricain. Il opte alors pour le numéro 29, en référence au Finistère, son département d'origine. Il lui faut alors une première saison (14 matchs) d'adaptation au rythme d'un joueur professionnel et aux joutes de la L2. 
Joueur complet, à la fois physique, intelligent, et doté d'une grande endurance, il s'impose petit à petit lors de la saison 2012-2013, profitant des absences et des suspensions pour gagner du temps de jeu, et démontre une forte capacité d'adaptation en jouant quelques matchs en défense centrale (contre Le Mans et Istres) et en tant qu'arrière droit (contre Laval en Coupe de France ainsi qu'Arles-Avignon et Lens en championnat). Il inscrit son premier but en professionnel lors de la réception du SM Caen, et offre à l'occasion la victoire à l'EA Guingamp au bout des arrêts de jeu. Cette victoire comptera au moment où le club fêtera en mai 2013 son retour en Ligue 1. Le 2 juillet 2013, il prolonge son bail à Guingamp jusqu’au 30 juin 2017. 
Titulaire indiscutable en défense centrale aux côtés de Jérémy Sorbon lors de la saison 2013-2014, il succède à Eugénie Le Sommer en étant élu sportif breton de l'année 2013 par les lecteurs du Télégramme, devançant les cyclistes Warren Barguil et Julie Bresset. Il remporte également en fin de saison la Coupe de France de football.
En avril 2016, il fait partie d'une liste de 58 joueurs sélectionnables en équipe de Bretagne, dévoilée par Raymond Domenech qui en est le nouveau sélectionneur.
Le 24 juin 2017, il prolonge jusqu'en 2020 avec l'EA Guingamp, pour trois saisons où il joue de nombreux matchs en Ligue 1 avant de connaître la Ligue 2 2019-2020 puis de quitter le club breton en juin 2020.
Il poursuit sa carrière au Stade briochin. Il rejoint le club de National en octobre 2020. 

## Statistiques
| Saison                | Club                  | Championnat           | Championnat | Championnat | Coupe nationale | Coupe nationale | Coupe de la Ligue | Coupe de la Ligue | Compétition(s) continentale(s) | Compétition(s) continentale(s) | Compétition(s) continentale(s) | Total | Total |
| Saison                | Club                  | Division              | M.          | B.          | M.              | B.              | M.                | B.                | Comp.                          | M.                             | B.                             | M.    | B.    |
| 2008-2009             | Stade plabennécois    | CFA                   | 34          | 3           | 1               | 0               | -                 | -                 | -                              | -                              | -                              | 35    | 3     |
| 2009-2010             | Stade plabennécois    | National              | 35          | 2           | 6               | 1               | -                 | -                 | -                              | -                              | -                              | 41    | 3     |
| 2010-2011             | Stade plabennécois    | National              | 37          | 0           | 1               | 0               | -                 | -                 | -                              | -                              | -                              | 38    | 0     |
| Sous-total            | Sous-total            | Sous-total            | 106         | 5           | 8               | 1               | -                 | -                 | -                              | -                              | -                              | 114   | 6     |
| 2011-2012             | EA Guingamp           | Ligue 2               | 14          | 0           | 2               | 0               | 3                 | 0                 | -                              | -                              | -                              | 19    | 0     |
| 2012-2013             | EA Guingamp           | Ligue 2               | 35          | 1           | 3               | 0               | 1                 | 0                 | -                              | -                              | -                              | 39    | 1     |
| 2013-2014             | EA Guingamp           | Ligue 1               | 36          | 0           | 6               | 0               | -                 | -                 | -                              | -                              | -                              | 42    | 0     |
| 2014-2015             | EA Guingamp           | Ligue 1               | 32          | 0           | 4               | 0               | 2                 | 0                 | C3                             | 7                              | 0                              | 45    | 0     |
| 2015-2016             | EA Guingamp           | Ligue 1               | 29          | 0           | 1               | 0               | 3                 | 0                 | -                              | -                              | -                              | 33    | 0     |
| 2016-2017             | EA Guingamp           | Ligue 1               | 35          | 0           | 5               | 0               | 2                 | 0                 | -                              | -                              | -                              | 42    | 0     |
| 2017-2018             | EA Guingamp           | Ligue 1               | 37          | 1           | 2               | 0               | 1                 | 0                 | -                              | -                              | -                              | 40    | 1     |
| 2018-2019             | EA Guingamp           | Ligue 1               | 25          | 0           | 1               | 0               | 4                 | 0                 | -                              | -                              | -                              | 30    | 0     |
| 2019-2020             | EA Guingamp           | Ligue 2               | 16          | 0           | 1               | 0               | 1                 | 0                 | -                              | -                              | -                              | 18    | 0     |
| Sous-total            | Sous-total            | Sous-total            | 259         | 2           | 25              | 0               | 17                | 0                 | -                              | 7                              | 0                              | 308   | 2     |
| 2020-2021             | Stade briochin        | National              | 23          | 1           | 3               | 0               | -                 | -                 | -                              | -                              | -                              | 26    | 1     |
| 2021-2022             | Stade briochin        | National              | 29          | 1           | 2               | 0               | -                 | -                 | -                              | -                              | -                              | 31    | 1     |
| 2022-2023             | Stade briochin        | National              | 28          | 2           | 1               | 0               | -                 | -                 | -                              | -                              | -                              | 29    | 2     |
| 2023-2024             | Stade briochin        | National 2            | 25          | 0           | 3               | 0               | -                 | -                 | -                              | -                              | -                              | 28    | 0     |
| 2024-2025             | Stade briochin        | National 2            | 12          | 0           | 3               | 0               | -                 | -                 | -                              | -                              | -                              | 15    | 0     |
| Sous-total            | Sous-total            | Sous-total            | 117         | 4           | 12              | 0               | -                 | -                 | -                              | -                              | -                              | 129   | 4     |
| Total sur la carrière | Total sur la carrière | Total sur la carrière | 482         | 11          | 45              | 1               | 17                | 0                 | -                              | 7                              | 0                              | 551   | 12    |

## Palmarès
- Sportif breton : 2013
- Coupe de France : 2014
- Coupe de la Ligue : Finaliste en 2019